# 아르메니아 자연사 박물관

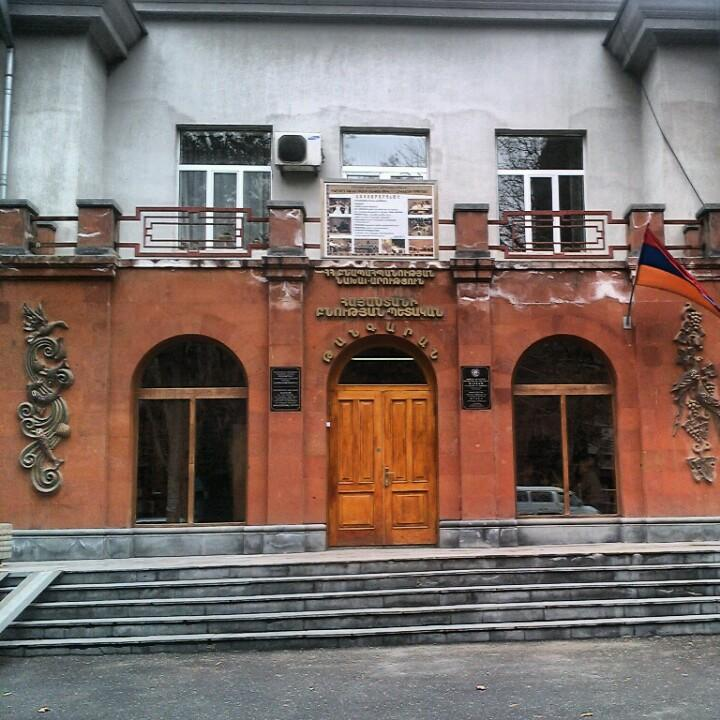

아르메니아 자연사 박물관(Natural History Museum of Armenia)은 아르메니아의 독특한 자연과 다양성을 보여주고 있다. 이 박물관은 2004년에 다시 문을 열었다.

## 역사
소비에트 시대 동안 1952년에는 반종교 박물관이 개설되었는데, 이후 자연과학 박물관으로 변모되어 1960년에 아르메니아 자연사 박물관으로 명칭이 변경되었다. 1999년에는 박물관이 다른 건물로 이전되었다. 2000년부터 2004년까지 이란계 아르메니아인 후원자인 벨라와 레본 아하로니안의 후원 아래 박물관 건물이 재건축되었고 새로운 전시물과 함께 대중에게 문을 열었다.

## 전시회
이 박물관은 6,000여 개가 넘는 물건을 소유하고 있는데, 이 중에는 그 중 1/3 정도만 일시적으로나 주로 전시되고 있다. 네 개의 방에는 희귀한 식물과 동물이 전시되어 있다. 또한, 박물관은 아하로니안 가족의 개인 소장품도 전시하고 있다.
박물관의 물건들은 아르메니아의 자연 다양성을 대표한다고 볼 수 있다. 주요 전시실에는 동물학, 식물학, 지질학, 그리고 조각 예술과 관련된 사진들이 있다. 포유류, 파충류, 조류, 양서류, 물고기, 곤충, 거미류의 복제물과 함께 해골, 피부, 껍질, 나무 조각, 허브 자료, 동식물 화석, 유용한 추출물, 유화 작품, 그림 등이 전시되어 있다.

## 이벤트
박물관은 환경 인식을 높이고 활발한 환경 문제 해결을 위한 참여를 촉진하기 위해 전시회와 때때로 이벤트를 개최한다. 박물관에 있는 많은 동물들은 IUCN 적색 목록에 등재된 멸종 위기 종들이다.

## 아르메니아 자연사 박물관
2003년 2월 27일부터 아르메니아 자연사 박물관은 아르메니아 헌법에 따라 운영되고 있다. 비영리 단체인 이 박물관은 환경 문제에 대한 인식과 지식을 높이고 환경 프로그램을 성공적으로 이끌어내는 데 긍정적인 영향을 끼치는 것을 목표로 하고 있다.
박물관은 다음과 같은 다양한 사업을 수행하고 있다.
- 미컬 뮤지엄과 실내 식물 및 동물 공간 설계
- 장식용 물고기나 새를 전시하는 등 박물관 전시와 병행되는 별도의 전시회 구성
- 아르메니아 내 멸종위기종 개체수를 늘려 자연으로 돌려보내기 위해 노력
- 전시 목적으로 관상용 식물과 허브 식물 재배

## 지점
박물관은 Shirak ( Gyumri ) 및 Ararat (Qukasav) 지역에 활발한 지점을 두고 있다.

## 주소
- Number 34, Tigran Mets Avenue, 예레반, 아르메니아